# Paulo Hecker Filho
Paulo Hecker Filho (Porto Alegre, 26 de julho de 1926 – 12 de dezembro de 2005) foi um poeta, crítico literário, contista, novelista, dramaturgo, tradutor e editor brasileiro.

## Biografia
Filho de um conhecido espiritualista que lotava cinemas por ocasião de suas palestras, foi também advogado, formado pela PUC - RS, jornalista e redator de publicidade. Fez parte de conhecidas revistas literárias do Rio Grande do Sul, tais como a Quixote, da qual foi o primeiro editor-chefe, e Fronteira, tendo fundado a revista chamada Crucial. No período de duração da Crucial (1952 - 1954) manteve correspondência com Oswald de Andrade, a qual foi publicada nas páginas da revista 
Participou também, desde o início, do grupo homômino que deu origem à referida Revista Quixote, junto com nomes como Raymundo Faoro, da ABL. Polemista, terminou por ser afastado da função de redator da primeira revista do grupo, o qual ele próprio ajudou a fundar (Quixote).
Como poeta, privilegiou os poemas que publicou a partir da década de 1980, republicando nesta época poemas revistos e também poemas inéditos que o autor não considerava prontos até então.
Como tradutor, transcriou poetas como Guillaume Apollinaire e Arthur Rimbaud. Publicou livros de prosa desde 1949, e de poemas desde 1950, havendo incluindo os poemas da década de 50 refeitos nos livros publicados a partir de 1985. Vencedor de prêmios literários com poemas e peças teatrais, já teve uma novela traduzida em 1983 nos EUA (Internato, de 1951), a pedido do editor Winston Leyland.
Publicou crítica literária durante quarenta anos em jornais tais como O Estado de S. Paulo, 'Zero Hora e Correio do Povo.
Por ocasião do Prêmio Parks do ano de 1949, do qual Hecker saiu como vencedor, com um ensaio feito de observações não-acadêmicas produzidas na adolescência sobre obras literárias, Carlos Drummond de Andrade comenta em carta: “Não conheço outro caso entre nós de uma aventura intelectual tão vivida aos vinte anos como a sua.”

## Prêmios
- Prêmio Cassiano Ricardo (1986), com a obra “Perder a vida”.
- Prêmio Sagol para melhor peça de teatro do ano no RS (1957), com “O provocador”.
- Prêmio PARKS de melhor ensaio do ano no país (1949), "O Diário".

## Obra resumida

### Obra poética
- Patética (1955) - Hiperion. Porto Alegre.
- Perder a vida (1985) – Editora Tchê! Porto Alegre.
- Cartas de amor (1986 – formado de dois capítulos de “A vida nos braços”, 1954) – Editora Tchê!
- A noite não se importa (1987) - Editora Tchê! Porto Alegre.
- Araponga (1988) - Editora Tchê! Porto Alegre.
- Os adeuses (1989) - Editora Thcê! Porto Alegre.
- Vento, águia, coelho (1991) – Coleção Petit poa. Coordenação do Livro e Literatura. Prefeitura de Porto Alegre.
- Poesia como espetáculo (2004) - Livraria Nova Roma, 2004. Porto Alegre.

### Crítica e autocrítica
- Diário (1949) – Edição do autor.
- Um tema crucial (Editora Sulina), 1989)

### Contos e Novelas
- Internato(1951)
- O digno do homem (1957)
- Todas as mulheres (1986)

### Teatro
- O adolescente (1952)
- O provocador (1957)
- Camões, nosso contemporâneo (1972)

### Traduções
- Apollinaire, Guillaume. Escritos de Apollinaire. Porto Alegre: LP&M, 1984.
- Leblanc, Maurice. Ladrão de casaca. Rio de Janeiro: Nova Fronteira, 1972.
- Leblanc, Maurice. Arsène Lupin contra Sherlock Holmes. Rio de Janeiro: Nova Fronteira, 1979.
- Leblanc, Maurice. As oito pancadas do relógio. Rio de Janeiro: Nova Fronteira, 1988.
- Nerval, Gérard de. Aurélia. Porto Alegre: LP&M, 1997.
- Rimbaud, Arthur. Uma temporada no inferno. Porto Alegre: LP&M, 1997.
- Sade, Marquês de. O marido complacente. Porto Alegre: LP&M, 1997. (1984, L&PM)
- Escobar, Jaime Jaramilo. X-504, seleção de poemas e prosa. Editora e ano não informados; informação do autor. Fonte: Vento, águia, coelho (1991) – Coordenação do Livro e Literatura. Prefeitura de Porto Alegre.
- Rojas, Fernando de. A Celestina (Editora Sulina, 1990)
- Yasunari, Kawabata.Nuves de ássaros Brancos.Rio de Janeiro:Editora Nova Fronteira.